# دلشاد نظروف
دلشاد نظروف (انگلیسی: Dilshod Nazarov؛ زادهٔ ۶ مهٔ ۱۹۸۲) یک پرتاب‌گر چکش اهل تاجیکستان است. از افتخارات وی می‌توان به کسب مدال نقره پرتاب چکش در ۲۰۱۵ پکن اشاره کرد. او در بازی‌های المپیک ۲۰۱۶ ریو توانست اولین مدال طلای کشورش پس از استقلال از شوروی را بدست آورد. او با یک پرتاب ۷۸٫۶۸ متری به این مدال رسید.
بهترین رکورد او ۸۰٫۷۱ متر است که در سال ۲۰۱۳ به دست آورده‌است.

## زندگی خصوصی
او اکنون در دوشنبه زندگی می‌کند. او ریاست فدراسیون دو و میدانی جمهوری تاجیکستان را بر عهده دارد. پدر او یک سرباز بود که در جنگ داخلی تاجیکستان کشته شد. مادر او یک معلم و مربی تربیت بدنی است.